# Гола глава
Гола глава е планински рид в Западния Предбалкан, т.нар. Ботевградски Предбалкан, Софийска област и Област Враца.
Планинският рид Гола глава се издига във вътрешната структурна ивица на Западния Предбалкан, т.нар. Ботевградски Предбалкан. На север склоновете на рида са полегати и разчленени от десните притоци (Брусника, Лишка, Реката и др.) на река Искър и плавно преминават в южната част на Мездренската хълмиста област. На изток и югоизток със стръмни, на места отвесни склонове Гола глава се спуска към долините на реките Малки Искър и левия ѝ приток Бебреш, които го отделят съответно от другите планински ридове в Ботевградския Предбалкан Драгоица и Лакавица. На юг склоновете на рида постепенно преминават в Ботевградската котловина, а на запад долината на Малката река (десен приток на Искър) го отделят от Ржана планина на Стара планина. На 7 km северозападно от село Новачене чрез ниска седловина (567 m) се свързва с Ржана планина.
Рида Гола глава има почти правоъгълна форма, като от запад на изток дължината му е около 16 km, а ширината му от север на юг – около 10 км. Максимална височина е връх Гола глава (853 m), разположен в най-югозападната част на рида, на около 1,5 km западно от махала Дилковци на село Липница. Северните и западните части на Гола глава се отводняват от десните притоци на Искър – Малката река, Брусника, Лашка, Реката и др.), а източните и южните – от малки и къси реки и дерета, леви притоци на Малки Искър и Бебреш.
Билото на рида Гола глава е плоско, изградено от палеозойски лиски и конгломерати, юрски и кредни песъчливи и варовити скали. Целият рид е обрасъл с редки благуново-церови гори.
Във вътрешността на рида и по неговите склонове са разположени 8 села:
- Област Враца

- Община Мездра – Лик, Ослен Криводол и Типченица;
- Община Роман – Курново и Синьо бърдо;

- Софийска област

- Община Ботевград – Боженица, Еловдол и Липница.

По западното и югозападното подножие на рида, от Мездра до село Новачене, на протежение от 23,3 km преминава участък от първокласен път № 1 от Държавната пътна мрежа Видин – София – ГКПП „Кулата“.
Западно от махала Преславица на село Липница е разположена защитената местност „Водната пещера“.

## Топографска карта
- Лист от карта K-34-36. Мащаб: 1 : 100 000.
- Лист от карта K-34-48. Мащаб: 1 : 100 000.